# Venice Challenger 1994
Il Venice Challenger 1994 è stato un torneo di tennis facente parte della categoria ATP Challenger Series nell'ambito dell'ATP Challenger Series 1994. Il torneo si è giocato a Venezia in Italia dal 5 all'11 settembre 1994 su campi in terra rossa.

## Vincitori

### Singolare
Fabrice Santoro ha battuto in finale  Emilio Sánchez con il punteggio di 7–5, 3–6, 6–1

### Doppio
Cristian Brandi /  Federico Mordegan hanno battuto in finale  Tomas Nydahl /  Simon Youl con il punteggio di 6–3, 4–6, 6–3